# Real Maestranza de Caballería de Zaragoza
La Real Maestranza de Caballería de Zaragoza es una institución nobiliaria que ha tenido diversas funciones en la ciudad de Zaragoza (España) y que tiene su origen en el siglo XII.

## Origen

Emblema de la actual Maestranza.

Durante o después de la conquista cristiana de Zaragoza en 1118, algunos caballeros de la aristocracia, siguiendo corrientes caballerescas que imperaban en la Europa de la época, pasaron a llamarse entre sí Caballeros de San Jorge, por la advocación a San Jorge entre los caballeros de la época.
Este grupo formaría más tarde un capítulo nobiliario, el Capitol de Caballeros e Infançones de la Ciudat de Çaragoça, cuya fecha exacta de fundación es desconocida, pero que se cree fue ligeramente posterior a la conquista de Zaragoza. Este capítulo, al igual que instituciones similares, como cofradías o hermandades, pretendía defender los privilegios de los nobles frente la burguesía de las ciudades que lentamente iba ganando derechos y privilegios. El documento más antiguo que se conserva de esta institución es del 28 de marzo de 1291, por el que el Capitol se compromete a colaborar junto con el Concejo y los gremios a mantener la paz en la ciudad.
En el siglo XV, el Capitol se integró en el ejército de Zaragoza, donde defendió los privilegios de la ciudad.
En 1457, el Capitol creó la Cofradía de Justadores de San Jorge que se obligaba a organizar justas y torneos en la ciudad con motivo de visitas, natalicios, bodas reales, etc., como correspondería a la capital del reino. Esta cofradía, que tenía su sede en la Aljafería de Zaragoza, con el tiempo llegó a absorber al capítulo.

## LaCofradía de Caballeros de San Jorge
A principios del siglo XVI, el Capitol solicita a Fernando el Católico que confirme las ordenaciones para la creación de la Cofradía de Caballeros e Infanzones bajo el auspicio de San Jorge, patrón de Aragón y de la caballería. Fernando confirma la creación el 24 de mayo de 1505.
La sede de la nueva Cofradía estaría en el Palacio de la Diputación del Reino, destruido en la Guerra de la Independencia Española, en el que poseían un altar y un retablo dedicado a San Jorge. Formada por caballeros e infanzones aragoneses, tenía como fin, aparte de celebrar justas y torneos, honrar a San Jorge y realizar actos religiosos y de asistencia.
En 1591 a raíz de las Alteraciones de Zaragoza, la Cofradía de Caballeros de San Jorge se alinea con las tropas aragonesas para defender los Fueros del Reino en contra del rey Felipe II. Felipe II excluyó a muchos de los miembros de la Cofradía de manera expresa del perdón que concedió al año siguiente, como fue el caso para Diego de Heredia, Martín de Lanuza, Juan de Luna, Tomás Pérez de Rueda o Manuel Donlope.
La cofradía no se recuperó hasta el reinado de Carlos II, que los incluye en su elenco y aprueba nuevas ordenanzas.
Durante la Guerra de Sucesión, la Cofradía tomó el lado del archiduque Carlos, el pretendiente de la casa de Austria, al igual que el resto de Aragón. Al ganar el pretendiente de la casa de Borbón, Felipe V, este requisó todos los bienes de la Cofradía. Sin embargo, más tarde el mismo Felipe V entregó a 8 nobles y 16 caballeros e infanzones el gobierno del Concejo de Zaragoza, con lo que la Cofradía pasa a regir la ciudad.

## LaReal Maestranza de Caballería de Zaragoza

Cruz de Íñigo Arista, también usada como venera de la Real Maestranza.

Los miembros de la Cofradía tuvieron una participación activa en la Guerra de la Independencia y los Sitios de Zaragoza. A destacar el general Palafox, hijo de los marqueses de Lazán, cuyos ascendientes habían formado parte de la Cofradía durante generaciones. El 24 de diciembre de 1808 Palafox empleó a Caballeros Infanzones del Reino para crear el Cuerpo de Caballería de los Almogávares para la defensa de la ciudad.
La actividad de la Cofradía fue retomada en 1813, tras la huida de los franceses. En 1819, el rey Fernando VII eleva la Cofradía al rango de Maestranza en agradecimiento a su actuación durante los Sitios de la ciudad. Es la última que se ha creado de entre las cinco maestranzas de caballería existentes en el 2007: Ronda (creada en 1572), Sevilla (1670), Granada (1686) y Valencia (1690). Así pues, la de Zaragoza es la más reciente de las Maestranzas, pero la de origen más antiguo.
Tras la destrucción del Palacio de la Diputación del Reino, la Real Maestranza tendría su sede en la iglesia de Santa Isabel de Portugal, el Salón Consistorial, el Palacio de la Aduana o el Palacio de los Marqueses de Ayerbe. En 1835 fijan la sede definitivamente en la casa de Miguel Donlope, que compraron el 24 de junio de 1912 a la familia Jordán de Urriés.
Un Real Decreto firmado por Alfonso XIII el 14 de diciembre de 1908 permitió el uso de la cruz de Íñigo Arista como insignia de la Maestranza.
En la actualidad la Real Maestranza se dedica también a la promoción de la ciudad de Zaragoza.